# Conservatorio Arrigo Boito
Il Conservatorio di Musica Arrigo Boito di Parma è uno dei maggiori istituti di formazione musicale in Italia e in Europa.

## Storia
Un conservatorio, istituto delegato alla cura degli orfani e dei bambini poveri, non ancora specializzato in musica, ha avuto sede sin dall'inizio all'interno del convento e della chiesa sconsacrata del Carmine, dove ancora oggi si trova il Conservatorio di musica Arrigo Boito.
Nel 1769 il conservatorio diviene una Scuola di canto ad uso del Ducale Teatro (cui partecipano anche i religiosi), che nel 1825 diventa una vera e propria Scuola di musica dalla duchessa Maria Luisa d'Austria, moglie di Napoleone Bonaparte. Con la crescita della sua importanza gli allievi coristi cominciano a prestare servizio nella cappella di San Lodovico e al Teatro Ducale.
Per qualche anno la stessa Maria Luigia dona a tutti gli allievi che hanno completato il corso lo strumento studiato, mentre elargisce 50 lire a coloro che superano i corsi di canto. Nel 1840 decide inoltre di introdurre l'obbligo di studio di uno strumento, scelto tra violino, oboe, contrabbasso, fagotto, flauto e clarinetto, cui si aggiungono in seguito pianoforte, violoncello, corno, tromba, trombone, organo (quest'ultimo esclusivamente nella cappella di San Paolo) e uno studio particolare sulla composizione.
Il 12 giugno 1855 vi si aggiunge la scuola femminile, e la scuola prende il nome di “Regia Scuola di Musica”, completata poi nel 1859. Per qualche decennio la scuola è diretta dal Maestro Giusto Dacci.

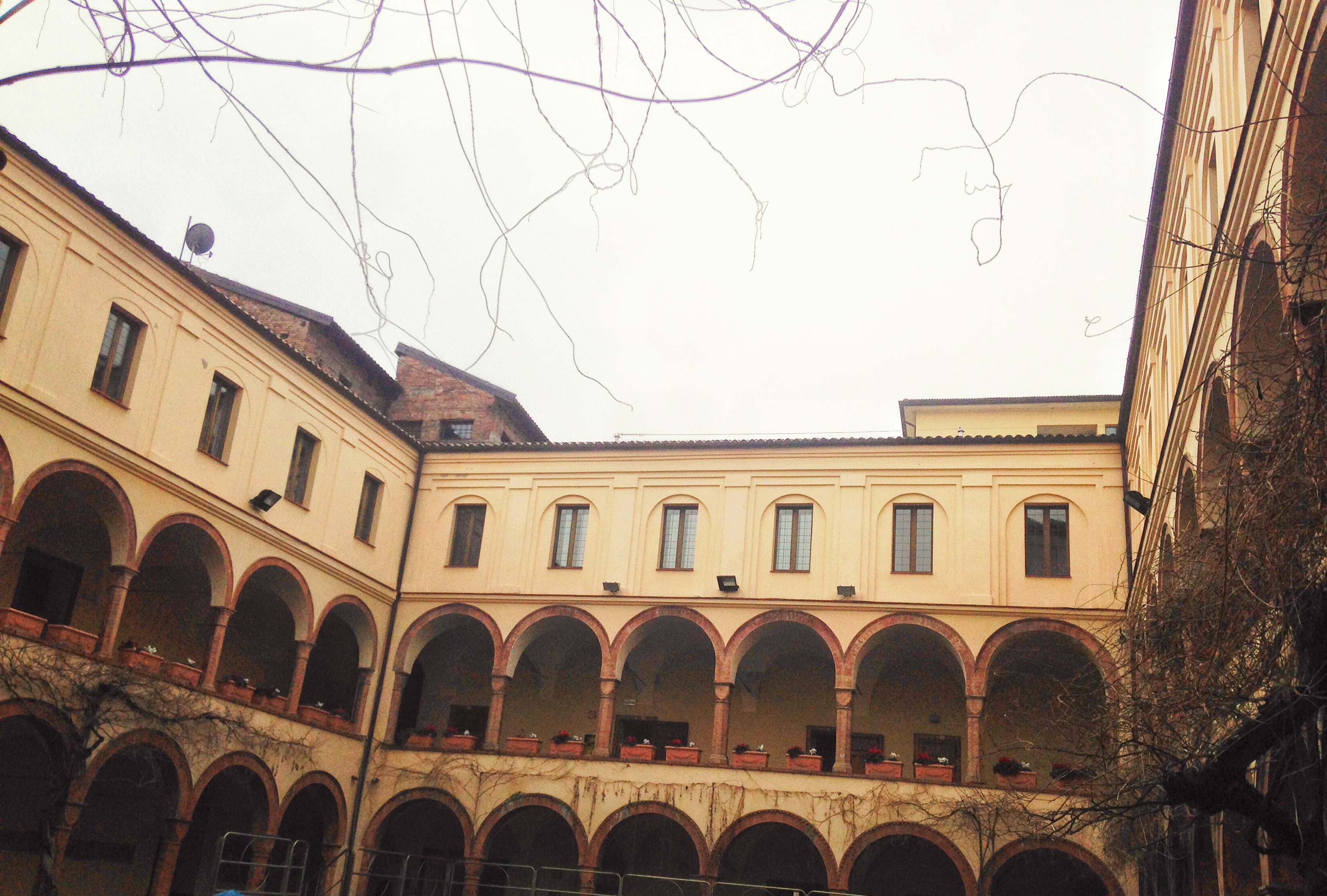
Chiostro cinquecentesco del Conservatorio

Nel 1888 una legge italiana fortemente voluta dal sindaco di Parma Giovanni Mariotti, riformatore dell'Università parmigiana, chiude la Regia Scuola di musica, la distacca dagli Ospizi civili di Parma (dai quali fino a quel momento aveva dipeso amministrativamente in quanto ente assistenziale), avvia un'importante riforma degli studi musicali ed istituisce il Conservatorio di musica, istituzione autonoma dello Stato italiano. L'istruzione musicale passa così definitivamente dall'ambito dell'assistenza sociale alla piena dignità di istruzione specializzata, come ben descritto nella relazione al parlamento di Giovanni Mariotti.
Contestualmente, a seguito di un articolo del nuovo statuto del Conservatorio, viene promulgata un'apposita legge per accorpare l'archivio musicale della Regia Scuola di Musica (cioè i libri e le musiche in uso presso la scuola), alla musica di Maria Luigia conservata nella Biblioteca Palatina (partiture e spartiti del repertorio in uso della duchessa e della corte), nonché alle successive donazioni, prime fra tutte quelle di musica e di libretti del conte Stefano Sanvitale. Si fonda così la nuova biblioteca dell'istituto, la Sezione musicale della Biblioteca Palatina, unico caso di biblioteca italiana musicale, la cui sede, struttura, e funzioni sono definite per legge. In essa viene da allora in poi collocato tutto il materiale bibliografico in uso alla scuola, inclusi i doni ricevuti dal Conservatorio. La biblioteca sarà diretta per tutto il Novecento dal professore di 'Storia della musica e bibliotecario' in ruolo al Conservatorio di musica, mantenendo, da un punto di vista amministrativo, una gestione ibrida a metà tra il Conservatorio e la Biblioteca Palatina.
Con l'aiuto di Giuseppe Verdi, a fine Ottocento il Conservatorio di Parma entra in collaborazione con gli altri tre conservatori già esistenti in Italia nelle città di Milano, Napoli e Palermo. Sempre su indicazione di Giuseppe Verdi sono nominati quali primi direttori dell'istituto musicale i direttori d'orchestra Giovanni Bottesini e subito dopo Franco Faccio, cui viene in aiuto l'amico Arrigo Boito, che ricoprirà il ruolo di direttore onorario del Conservatorio (1890-1891), subito dopo aver concluso la stesura del libretto dell'opera Falstaff per lo stesso Giuseppe Verdi.
Nel 1912 la Regia Scuola di Musica venne distaccata dal convitto. Nel 1919 il Conservatorio viene intitolato ad Arrigo Boito. Nel 1913 viene inaugurata una sala concerti di 250 posti nell'ex refettorio del convento, che già disponeva di una sala da concerti intitolata a Giuseppe Verdi dai primi anni del Novecento.
Nel 2005 a seguito della riforma degli studi musicali (L. 508) il Conservatorio di Parma predispone ed adotta un nuovo statuto autonomo, attiva i corsi di livello universitario (Diploma triennale e biennale), dà dignità istituzionale al proprio Archivio storico ed al Museo storico - dedicato dal 1986 a Riccardo Barilla, ed istituisce una mediateca per la fruizione dei documenti conservati nell'archivio sonoro dell'istituto e delle registrazioni commerciali acquistate ad uso della didattica e dello studio personale degli allievi.
La Chiesa del Carmine, che per molti anni aveva assunto la funzione di deposito dell'Archivio di Stato, è stata di recente oggetto di un restauro architettonico e pittorico, concluso il quale la Chiesa è stata arredata a sala di concerto denominata Auditorium del Carmine ed inaugurata nell'Anno Accademico 2007/2008. I lavori sono stati messi in atto e conclusi anche grazie all'impegno finanziario della Cassa di Risparmio di Parma. È stato raccolto e riordinato l'Archivio storico del Conservatorio, la maggiore raccolta documentaria di un istituto di istruzione esistente in Italia, dopo quella dell'Archivio del Conservatorio di San Pietro a Majella di Napoli.
Dall'istituzione del Ministero per i Beni e le Attività Culturali la gestione della biblioteca è trasferita sempre più alla Biblioteca Palatina che, nel 2007, sopprime il preesistente ruolo di Responsabile della Sezione musicale, accentrando la gestione della biblioteca musicale nella figura del Direttore della Biblioteca Palatina. La prescrizione di legge del 1888, ovvero che la Sezione musicale divenisse pienamente autonoma sia dal Conservatorio sia dalla Biblioteca Palatina, è rimasta da attuare anche per mancanza di disponibilità economica.

## Produzione
- Orchestra Sinfonica del Conservatorio di Parma: Esercitazioni Orchestrali, M° Alberto Martelli
- Orchestra Sinfonica del Conservatorio di Parma: Direzione d'Orchestra, M° Pietro Veneri
- Symphonic Wind Band (fiati, contrabbasso e percussioni): M° Andrea Saba
- Orchestra Jazz: M° Roberto Bonati
- Coro Polifonico del Liceo Musicale: M° Ilaria Poldi
- Coro Polifonico del Conservatorio di Parma:  M° Rosalia Dell'Acqua, M° Tommaso Ziliani
- Coro Polifonico delle Scuole Medie del Conservatorio: M° Ilaria Poldi
- Orchestra di Musica da Camera, Direttore Musicale M° Pierpaolo Maurizzi
- Ensemble di Musica Antica: M° Petr Zejfart, M° Roberto Gini
- Ensemble di fiati: M° Petr Zejfart, M° Gabriele Mendolicchio
- Quartetto d'archi: M° Olga Arzilli

### Symphonic Wind Band
Fu costituita nel 1995 dai docenti delle classi di strumento a fiato, contrabbasso e percussione, in costante collaborazione con quella di strumentazione per banda del Conservatorio, con l'intento didattico di preparare gli allievi dei primi anni all'attività d'orchestra. Con il passare del tempo, la formazione si è largamente ampliata, contando diversi allievi tra le file del complesso, tra cui anche quelli della classe di contrabbasso, strumento utilizzato nei brani originali della letteratura delle Wind Band. Alla sua direzione si sono succeduti i nomi più prestigiosi del panorama bandistico italiano, tra cui Marco Tamanini (ex-Direttore della Banda musicale della Polizia di Stato), Giuseppe Ratti, Roberto di Marino. Dal 1998 al 2007, la direzione della Wind Band è stata affidata al M° Daniele Faziani, docente di sassofono del Conservatorio, batterista, direttore di diverse bande romagnole, compositore e arrangiatore. In questo periodo la SWB ha vinto il Primo Premio nella categoria eccellenza al Concorso Internazionale Bandistico di Salsomaggiore Terme e il Secondo Premio nella categoria eccellenza (primo premio non assegnato) al Concorso Internazionale Flicorno d'Oro, di Riva del Garda. La SWB conta al suo attivo oltre 60 concerti, con i quali ha promosso la diffusione di brani originali per banda e trascrizioni di musiche da film e altri generi presso un largo pubblico. Intensa anche l'attività sul fronte didattico, grazie alle numerose lezioni-concerto che annualmente hanno per pubblico decine di classi delle scuole primarie della provincia di Parma. Dal 2007 al 2011, la direzione della SWB è stata del M° Francesco Zarba, docente di clarinetto, direttore del Corpo Bandistico "Fornovese" (PR) e collaboratore orchestrale all'Orchestra Filarmonica "Arturo Toscanini" di Parma. Dal 2012 la direzione è nelle mani del M° Andrea Saba, nato a Cagliari nel 1964, docente in carica nella classe di Strumentazione per Banda, compositore e arrangiatore, fondatore della SWB, nonché ex-direttore del famoso e prestigioso Corpo Bandistico "Giuseppe Verdi" di Sinnai (CA), dove ha lavorato dal 1989 al 1992, come predecessore del M° Lorenzo Pusceddu.
Il Concerto in memoria del M° Sergio Zannani
Nel febbraio del 2011, a poca distanza della pensione, è scomparso il M° Sergio Zannani, docente in carica della classe di tromba dal 1976 e orchestrale in diverse formazioni dalla Scala di Milano, all'Arena di Verona, il Teatro Comunale di Bologna a quella del Teatro Regio di Parma. La sera del 1º giugno 2011, la Symponic Wind Band gli ha dedicato un concerto, in una serata dedicata alla sua memoria, intitolata "Ricordando Sergio". La SWB si è esibita nell'esecuzione della "Pastorale di Provence" di Franco Cesarini, della "Suite Française op. 284b." di Darius Milhaud, dei "6 pezzi da For Children" di Béla Bartók (arr. di Andrea Saba), della "Suite for Military Band" di Gustav Holst, del "Frank Sinatra hits medley" (arr. di Naohiro Iwai) e del "Concerto per tromba e banda" di Amilcare Ponchielli, da un'elaborazione per banda contemporanea di Massimo Picchioni. Esecutore del concerto per tromba solista è stato il celebre Gianni Dallaturca, pievano, II tromba al Teatro alla Scala di Milano dal 1999 e migliore allievo diplomato nella classe di Sergio Zannani.

## Iniziative e percorsi culturali
Il Conservatorio di Parma segue svariati progetti di diverso genere:
- Nel maggio 2006 ha intrapreso una serie di seminari, concerti e incontri di studio insieme al dipartimento di Musica Antica sull'argomento: "La viola da gamba italiana e la viola bastarda".
- Tra il 2006 e il 2007, con l'iniziativa chiamata "1967 Sgt. Pepper's e dintorni" fu diffusa la musica del celebre gruppo attraverso seminari, collaboratori di varia natura ed esibizioni orchestrali, per cui si è ricorso alla consulenza dell'associazione IASPM (ovvero International Asoociation of the Study of the Popular Music) ed alla collaborazione della fondazione Teatro Due di Parma, dell'istituzione "Casa della Musica", della facoltà universitaria di Musicologia e dell'"Angelica - Festival Internazionale della Musica" di Bologna.
- Sempre nel 2007 sono state organizzate alcune "Domeniche in Musica" presso la "Casa della Musica", con ingressi gratuiti.
- Il premio Zanfi (dedicato a Mario Zanfi, allievo del conservatorio tra il 1911 e il 1920) è un'iniziativa ormai all'ottava edizione. Istituito per il concorso pianistico internazionale Franz Liszt, esso è dedicato ai pianisti di età inferiore ai trentadue anni, grazie all'eredità del personaggio cui è dedicato e ai fondi concessi dalla Fondazione Cariparma.
- Tra l'11 e il 13 febbraio 2009 a Parma è stata organizzata la collaborazione con Oliver Eismann per il progetto a lui dedicato: "Oliver Eismann - Masterclass e concerto". In tale ambito si sono svolti incontri all'Auditorium del Carmine relativi alla letteratura organistica impressionistica e alla relativa prassi esecutiva.

## Offerta formativa
I corsi del Conservatorio sono strutturati a livelli, che vanno dal primo al quarto, che corrispondono ad un minimo di quattro ad un massimo di dodici anni di studi.
I corsi sono divisi in tre sessioni, tra estivo, autunnale, invernale; e le classi sono molto flessibili. Se si decide di iscriversi alla scuola principale, bisogna seguire tutti i corsi, ma si può scegliere di frequentarne solo qualcuno. Alla fine di ogni anno, bisogna tenere e superare un esame per accedere al livello successivo; ogni disciplina però è a parte, cioè non vengono considerate nell'insieme, ma corso per corso: significa che si può passare un livello in una e ripetere invece un'altra disciplina.

## Sale da concerto
Il Conservatorio possiede tre sale da concerto.

### Sala Giuseppe Verdi
Situata nel secondo chiostro della struttura scolastica, fu ricavata nell'antico refettorio dei monaci. Dedicata a Giuseppe Verdi nel 1902, la sala ospita 240 posti tra la platea e una piccola parte di galleria, situata in fondo alla sala. Ospita un organo a trasmissione elettrica Tamburini a tre tastiere, due pianoforti grancoda Steinway & Sons e un fortepiano. Vi si svolgono manifestazioni e saggi accademici, eccetto il concerto di apertura dell'anno accademico, tenuto presso il Teatro Regio di Parma, il concerto di Pasqua (chiesa di San Giovanni Evangelista) e quello di fine anno del Coro Polifonico, eseguito nella Chiesa di Santa Croce o in quella di San Vitale.
La sala inoltre è sede stabile delle prove dell'Orchestra Sinfonica del Conservatorio di Parma.

### Sala Claudio Merulo
Ubicata nel primo chiostro, al suo interno si trova un organo meccanico Formentelli a tre tastiere, costruito nel 1972, una spinetta traversa (5 ottave) costruita da Claudio Tuzzi, un pianoforte grancoda Bösendorfer e un organo positivo rinascimentale appartenuto a Claudio Merulo. Nella sala si svolgono concerti e masterclass di organo, oltre che essere l'aula di studio del medesimo strumento.

### Auditorium del Carmine

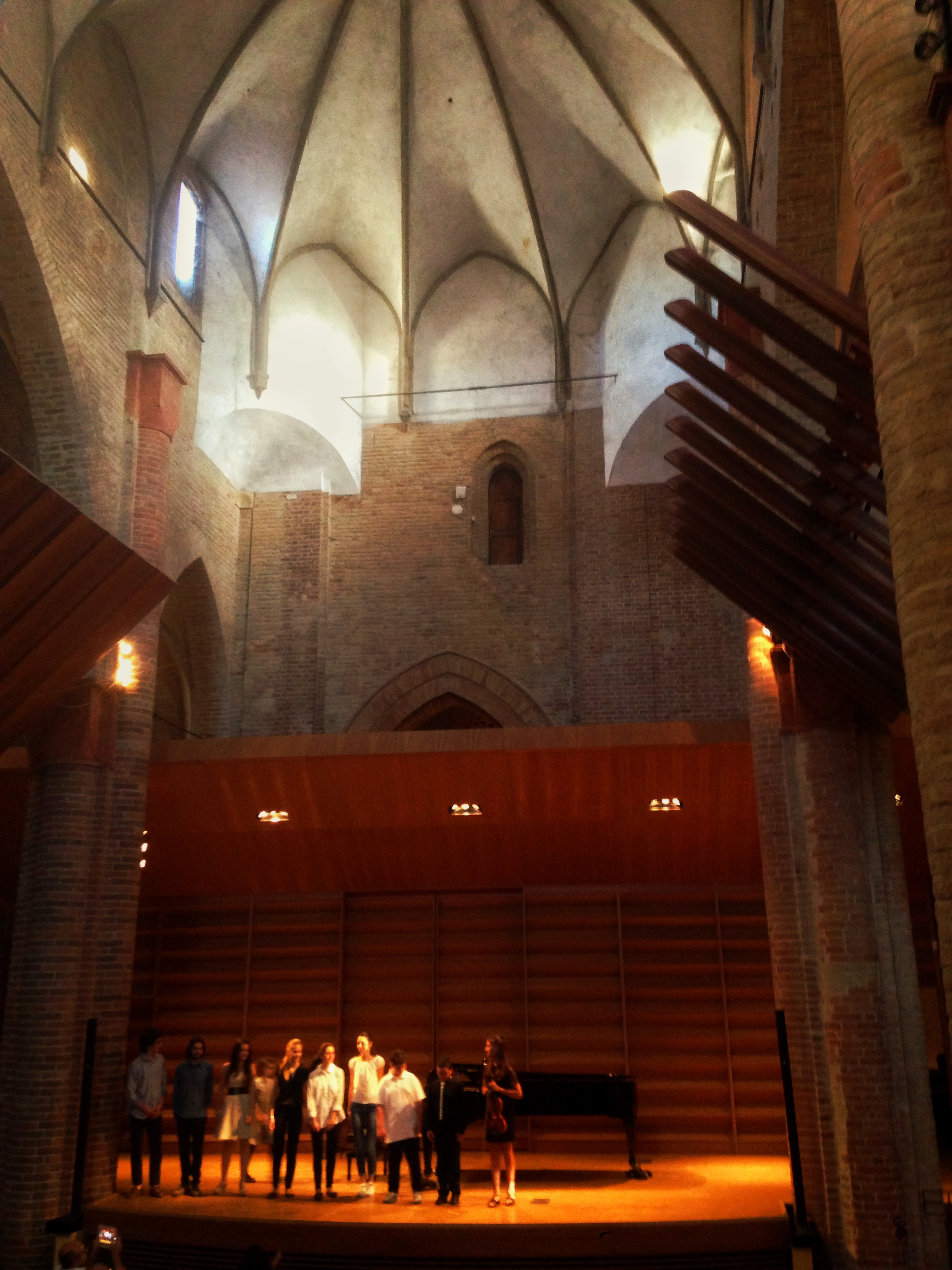
L'auditorium del Carmine

La chiesa di Santa Maria del Carmine è una chiesa sconsacrata di Parma, situata sul Lungoparma. Costruita alla fine del Duecento per i frati Carmelitani, dopo la soppressione napoleonica dei conventi decisa nel 1810 è stata utilizzata in svariati modi, ma incauti restauri successivi hanno portato al crollo della facciata e delle prime tre campate. Finalmente restaurata, è oggi stata trasformata in auditorium del Conservatorio di Parma.
Nel 1910 ebbero inizio incauti lavori di restauro per trasformare l'edificio in sala da concerto del Conservatorio. Questi lavori furono però interrotti dopo pochi mesi dichiaratamente per motivi economici e riavviati nel 1913 senza un adeguato accertamento statico, che comportò il crollo di una parte cospicua delle prime tre campate; come conseguenza la facciata venne definitivamente demolita e, assieme ad essa, interamente le prime tre campate coinvolte nel crollo. La facciata venne ricostruita poi su un arbitrario disegno di Laudedeo Testi, di fatto accorciando la chiesa verso sud. Una volta terminati i lavori, la chiesa venne anche utilizzata impropriamente come posteggio per auto e parte della piazza prospiciente venne occupata da un edificio ad uso alberghiero ancora oggi esistente.
Il 15 novembre 2008, dopo un moderno restauro su progetto degli architetti Pietro Paolo Moretti e Riccarda Cantarelli e dell'ingegner Maurizio Ghillani, la chiesa è stata riaperta al pubblico come "Auditorium del Carmine", donando al Conservatorio un luogo di esibizione diretto ed immediato. L'auditorium non ospita unicamente concerti ma è utilizzato anche per conferenze e per gli esami del biennio di specializzazione del Conservatorio. 
All'interno dell'auditorium, sulla cantoria a ridosso della controfacciata, si trova l'organo a canne, costruito nel 1982 dalla ditta organaria tedesca Weigle Orgelbau. Lo strumento, a trasmissione meccanica, ha tre tastiere di 56 note ciascuna ed una pedaliera retta di 30.

## Direttori
- Ferdinando Simonis: 1818-1837
- Giuseppe Alinovi: 1837-1856
- Giovanni Gaetano Rossi: 1856-1874
- Giusto Dacci: 1874-1888
- Giovanni Bottesini: 1888-1889
- Franco Faccio: 1889-1890
- Arrigo Boito: 1890-1891
- Giuseppe Gallignani: 1891-1897
- Giovanni Tebaldini: 1897-1903
- Amilcare Zanella: 1903-1905
- Guido Alberto Fano: 1905-1911
- Guglielmo Zuelli: 1911-1929
- Luigi Ferrari Trecate: 1929-1955
- Gaspare Scuderi: 1955-1956
- Rito Selvaggi: 1956-1959
- Lino Liviabella: 1959-1963
- Riccardo Capsoni: 1963-1966
- Guido Turchi: 1966-1970
- Riccardo Capsoni: 1970-1975
- Piero Guarino: 1975-1989
- Renato Falavigna: 1989-1996
- Maria Claudia Termini: 1996-2004
- Emilio Ghezzi: 2004-2010
- Roberto Cappello: 2010-2016
- Riccardo Ceni: 2016-2022
- Massimo Felici: 2022-oggi